# 沙月駅
沙月駅（サウォルえき）は、大韓民国大邱広域市寿城区にある大邱交通公社2号線の駅である。駅番号は(241)。

## 駅構造
- 島式ホーム1面2線の地下駅。

## 駅周辺
- 孤山1洞住民センター
- Eマート慶山店
- 大邱沙月初等学校
- 大邱銀行沙月支店

## 歴史
- 2005年10月18日 - 開業。
- 2012年9月19日 - 嶺南大駅まで延伸開業。

## 隣の駅
大邱交通公社
●2号線
新梅駅 (240) - 沙月駅 (241) - 正坪駅(242)